# Максиміліан Уйтелкі
Максиміліан Самуель Рудольф Уйтелкі (чеськ. Maximilián Samuel Rudolf Ujtelky, 20 квітня 1915, Списька Нова Весь, сучасна Словаччина — 10 грудня 1979, Братислава) — чехословацький шахіст і теоретик; міжнародний майстер (1961). Голова Шахової федерації ЧССР (1973—1978). Юрист за фахом. Нащадок Ференца Ліста по прямій лінії.
|   | a | b | c | d | e | f | g | h |   |
| 8 | a8 чорна тура · d8 чорний ферзь · e8 чорний король · h8 чорна тура · b7 чорний слон · c7 чорний пішак · d7 чорний кінь · e7 чорний кінь · f7 чорний пішак · g7 чорний слон · h7 чорний пішак · a6 чорний пішак · b6 чорний пішак · d6 чорний пішак · e6 чорний пішак · g6 чорний пішак · c4 білий пішак · d4 білий пішак · e4 білий пішак · c3 білий кінь · e3 білий слон · f3 білий кінь · a2 білий пішак · b2 білий пішак · e2 білий слон · f2 білий пішак · g2 білий пішак · h2 білий пішак · a1 біла тура · d1 білий ферзь · f1 біла тура · g1 білий король | a8 чорна тура · d8 чорний ферзь · e8 чорний король · h8 чорна тура · b7 чорний слон · c7 чорний пішак · d7 чорний кінь · e7 чорний кінь · f7 чорний пішак · g7 чорний слон · h7 чорний пішак · a6 чорний пішак · b6 чорний пішак · d6 чорний пішак · e6 чорний пішак · g6 чорний пішак · c4 білий пішак · d4 білий пішак · e4 білий пішак · c3 білий кінь · e3 білий слон · f3 білий кінь · a2 білий пішак · b2 білий пішак · e2 білий слон · f2 білий пішак · g2 білий пішак · h2 білий пішак · a1 біла тура · d1 білий ферзь · f1 біла тура · g1 білий король | a8 чорна тура · d8 чорний ферзь · e8 чорний король · h8 чорна тура · b7 чорний слон · c7 чорний пішак · d7 чорний кінь · e7 чорний кінь · f7 чорний пішак · g7 чорний слон · h7 чорний пішак · a6 чорний пішак · b6 чорний пішак · d6 чорний пішак · e6 чорний пішак · g6 чорний пішак · c4 білий пішак · d4 білий пішак · e4 білий пішак · c3 білий кінь · e3 білий слон · f3 білий кінь · a2 білий пішак · b2 білий пішак · e2 білий слон · f2 білий пішак · g2 білий пішак · h2 білий пішак · a1 біла тура · d1 білий ферзь · f1 біла тура · g1 білий король | a8 чорна тура · d8 чорний ферзь · e8 чорний король · h8 чорна тура · b7 чорний слон · c7 чорний пішак · d7 чорний кінь · e7 чорний кінь · f7 чорний пішак · g7 чорний слон · h7 чорний пішак · a6 чорний пішак · b6 чорний пішак · d6 чорний пішак · e6 чорний пішак · g6 чорний пішак · c4 білий пішак · d4 білий пішак · e4 білий пішак · c3 білий кінь · e3 білий слон · f3 білий кінь · a2 білий пішак · b2 білий пішак · e2 білий слон · f2 білий пішак · g2 білий пішак · h2 білий пішак · a1 біла тура · d1 білий ферзь · f1 біла тура · g1 білий король | a8 чорна тура · d8 чорний ферзь · e8 чорний король · h8 чорна тура · b7 чорний слон · c7 чорний пішак · d7 чорний кінь · e7 чорний кінь · f7 чорний пішак · g7 чорний слон · h7 чорний пішак · a6 чорний пішак · b6 чорний пішак · d6 чорний пішак · e6 чорний пішак · g6 чорний пішак · c4 білий пішак · d4 білий пішак · e4 білий пішак · c3 білий кінь · e3 білий слон · f3 білий кінь · a2 білий пішак · b2 білий пішак · e2 білий слон · f2 білий пішак · g2 білий пішак · h2 білий пішак · a1 біла тура · d1 білий ферзь · f1 біла тура · g1 білий король | a8 чорна тура · d8 чорний ферзь · e8 чорний король · h8 чорна тура · b7 чорний слон · c7 чорний пішак · d7 чорний кінь · e7 чорний кінь · f7 чорний пішак · g7 чорний слон · h7 чорний пішак · a6 чорний пішак · b6 чорний пішак · d6 чорний пішак · e6 чорний пішак · g6 чорний пішак · c4 білий пішак · d4 білий пішак · e4 білий пішак · c3 білий кінь · e3 білий слон · f3 білий кінь · a2 білий пішак · b2 білий пішак · e2 білий слон · f2 білий пішак · g2 білий пішак · h2 білий пішак · a1 біла тура · d1 білий ферзь · f1 біла тура · g1 білий король | a8 чорна тура · d8 чорний ферзь · e8 чорний король · h8 чорна тура · b7 чорний слон · c7 чорний пішак · d7 чорний кінь · e7 чорний кінь · f7 чорний пішак · g7 чорний слон · h7 чорний пішак · a6 чорний пішак · b6 чорний пішак · d6 чорний пішак · e6 чорний пішак · g6 чорний пішак · c4 білий пішак · d4 білий пішак · e4 білий пішак · c3 білий кінь · e3 білий слон · f3 білий кінь · a2 білий пішак · b2 білий пішак · e2 білий слон · f2 білий пішак · g2 білий пішак · h2 білий пішак · a1 біла тура · d1 білий ферзь · f1 біла тура · g1 білий король | a8 чорна тура · d8 чорний ферзь · e8 чорний король · h8 чорна тура · b7 чорний слон · c7 чорний пішак · d7 чорний кінь · e7 чорний кінь · f7 чорний пішак · g7 чорний слон · h7 чорний пішак · a6 чорний пішак · b6 чорний пішак · d6 чорний пішак · e6 чорний пішак · g6 чорний пішак · c4 білий пішак · d4 білий пішак · e4 білий пішак · c3 білий кінь · e3 білий слон · f3 білий кінь · a2 білий пішак · b2 білий пішак · e2 білий слон · f2 білий пішак · g2 білий пішак · h2 білий пішак · a1 біла тура · d1 білий ферзь · f1 біла тура · g1 білий король | 8 |
| 7 | a8 чорна тура · d8 чорний ферзь · e8 чорний король · h8 чорна тура · b7 чорний слон · c7 чорний пішак · d7 чорний кінь · e7 чорний кінь · f7 чорний пішак · g7 чорний слон · h7 чорний пішак · a6 чорний пішак · b6 чорний пішак · d6 чорний пішак · e6 чорний пішак · g6 чорний пішак · c4 білий пішак · d4 білий пішак · e4 білий пішак · c3 білий кінь · e3 білий слон · f3 білий кінь · a2 білий пішак · b2 білий пішак · e2 білий слон · f2 білий пішак · g2 білий пішак · h2 білий пішак · a1 біла тура · d1 білий ферзь · f1 біла тура · g1 білий король | a8 чорна тура · d8 чорний ферзь · e8 чорний король · h8 чорна тура · b7 чорний слон · c7 чорний пішак · d7 чорний кінь · e7 чорний кінь · f7 чорний пішак · g7 чорний слон · h7 чорний пішак · a6 чорний пішак · b6 чорний пішак · d6 чорний пішак · e6 чорний пішак · g6 чорний пішак · c4 білий пішак · d4 білий пішак · e4 білий пішак · c3 білий кінь · e3 білий слон · f3 білий кінь · a2 білий пішак · b2 білий пішак · e2 білий слон · f2 білий пішак · g2 білий пішак · h2 білий пішак · a1 біла тура · d1 білий ферзь · f1 біла тура · g1 білий король | a8 чорна тура · d8 чорний ферзь · e8 чорний король · h8 чорна тура · b7 чорний слон · c7 чорний пішак · d7 чорний кінь · e7 чорний кінь · f7 чорний пішак · g7 чорний слон · h7 чорний пішак · a6 чорний пішак · b6 чорний пішак · d6 чорний пішак · e6 чорний пішак · g6 чорний пішак · c4 білий пішак · d4 білий пішак · e4 білий пішак · c3 білий кінь · e3 білий слон · f3 білий кінь · a2 білий пішак · b2 білий пішак · e2 білий слон · f2 білий пішак · g2 білий пішак · h2 білий пішак · a1 біла тура · d1 білий ферзь · f1 біла тура · g1 білий король | a8 чорна тура · d8 чорний ферзь · e8 чорний король · h8 чорна тура · b7 чорний слон · c7 чорний пішак · d7 чорний кінь · e7 чорний кінь · f7 чорний пішак · g7 чорний слон · h7 чорний пішак · a6 чорний пішак · b6 чорний пішак · d6 чорний пішак · e6 чорний пішак · g6 чорний пішак · c4 білий пішак · d4 білий пішак · e4 білий пішак · c3 білий кінь · e3 білий слон · f3 білий кінь · a2 білий пішак · b2 білий пішак · e2 білий слон · f2 білий пішак · g2 білий пішак · h2 білий пішак · a1 біла тура · d1 білий ферзь · f1 біла тура · g1 білий король | a8 чорна тура · d8 чорний ферзь · e8 чорний король · h8 чорна тура · b7 чорний слон · c7 чорний пішак · d7 чорний кінь · e7 чорний кінь · f7 чорний пішак · g7 чорний слон · h7 чорний пішак · a6 чорний пішак · b6 чорний пішак · d6 чорний пішак · e6 чорний пішак · g6 чорний пішак · c4 білий пішак · d4 білий пішак · e4 білий пішак · c3 білий кінь · e3 білий слон · f3 білий кінь · a2 білий пішак · b2 білий пішак · e2 білий слон · f2 білий пішак · g2 білий пішак · h2 білий пішак · a1 біла тура · d1 білий ферзь · f1 біла тура · g1 білий король | a8 чорна тура · d8 чорний ферзь · e8 чорний король · h8 чорна тура · b7 чорний слон · c7 чорний пішак · d7 чорний кінь · e7 чорний кінь · f7 чорний пішак · g7 чорний слон · h7 чорний пішак · a6 чорний пішак · b6 чорний пішак · d6 чорний пішак · e6 чорний пішак · g6 чорний пішак · c4 білий пішак · d4 білий пішак · e4 білий пішак · c3 білий кінь · e3 білий слон · f3 білий кінь · a2 білий пішак · b2 білий пішак · e2 білий слон · f2 білий пішак · g2 білий пішак · h2 білий пішак · a1 біла тура · d1 білий ферзь · f1 біла тура · g1 білий король | a8 чорна тура · d8 чорний ферзь · e8 чорний король · h8 чорна тура · b7 чорний слон · c7 чорний пішак · d7 чорний кінь · e7 чорний кінь · f7 чорний пішак · g7 чорний слон · h7 чорний пішак · a6 чорний пішак · b6 чорний пішак · d6 чорний пішак · e6 чорний пішак · g6 чорний пішак · c4 білий пішак · d4 білий пішак · e4 білий пішак · c3 білий кінь · e3 білий слон · f3 білий кінь · a2 білий пішак · b2 білий пішак · e2 білий слон · f2 білий пішак · g2 білий пішак · h2 білий пішак · a1 біла тура · d1 білий ферзь · f1 біла тура · g1 білий король | a8 чорна тура · d8 чорний ферзь · e8 чорний король · h8 чорна тура · b7 чорний слон · c7 чорний пішак · d7 чорний кінь · e7 чорний кінь · f7 чорний пішак · g7 чорний слон · h7 чорний пішак · a6 чорний пішак · b6 чорний пішак · d6 чорний пішак · e6 чорний пішак · g6 чорний пішак · c4 білий пішак · d4 білий пішак · e4 білий пішак · c3 білий кінь · e3 білий слон · f3 білий кінь · a2 білий пішак · b2 білий пішак · e2 білий слон · f2 білий пішак · g2 білий пішак · h2 білий пішак · a1 біла тура · d1 білий ферзь · f1 біла тура · g1 білий король | 7 |
| 6 | a8 чорна тура · d8 чорний ферзь · e8 чорний король · h8 чорна тура · b7 чорний слон · c7 чорний пішак · d7 чорний кінь · e7 чорний кінь · f7 чорний пішак · g7 чорний слон · h7 чорний пішак · a6 чорний пішак · b6 чорний пішак · d6 чорний пішак · e6 чорний пішак · g6 чорний пішак · c4 білий пішак · d4 білий пішак · e4 білий пішак · c3 білий кінь · e3 білий слон · f3 білий кінь · a2 білий пішак · b2 білий пішак · e2 білий слон · f2 білий пішак · g2 білий пішак · h2 білий пішак · a1 біла тура · d1 білий ферзь · f1 біла тура · g1 білий король | a8 чорна тура · d8 чорний ферзь · e8 чорний король · h8 чорна тура · b7 чорний слон · c7 чорний пішак · d7 чорний кінь · e7 чорний кінь · f7 чорний пішак · g7 чорний слон · h7 чорний пішак · a6 чорний пішак · b6 чорний пішак · d6 чорний пішак · e6 чорний пішак · g6 чорний пішак · c4 білий пішак · d4 білий пішак · e4 білий пішак · c3 білий кінь · e3 білий слон · f3 білий кінь · a2 білий пішак · b2 білий пішак · e2 білий слон · f2 білий пішак · g2 білий пішак · h2 білий пішак · a1 біла тура · d1 білий ферзь · f1 біла тура · g1 білий король | a8 чорна тура · d8 чорний ферзь · e8 чорний король · h8 чорна тура · b7 чорний слон · c7 чорний пішак · d7 чорний кінь · e7 чорний кінь · f7 чорний пішак · g7 чорний слон · h7 чорний пішак · a6 чорний пішак · b6 чорний пішак · d6 чорний пішак · e6 чорний пішак · g6 чорний пішак · c4 білий пішак · d4 білий пішак · e4 білий пішак · c3 білий кінь · e3 білий слон · f3 білий кінь · a2 білий пішак · b2 білий пішак · e2 білий слон · f2 білий пішак · g2 білий пішак · h2 білий пішак · a1 біла тура · d1 білий ферзь · f1 біла тура · g1 білий король | a8 чорна тура · d8 чорний ферзь · e8 чорний король · h8 чорна тура · b7 чорний слон · c7 чорний пішак · d7 чорний кінь · e7 чорний кінь · f7 чорний пішак · g7 чорний слон · h7 чорний пішак · a6 чорний пішак · b6 чорний пішак · d6 чорний пішак · e6 чорний пішак · g6 чорний пішак · c4 білий пішак · d4 білий пішак · e4 білий пішак · c3 білий кінь · e3 білий слон · f3 білий кінь · a2 білий пішак · b2 білий пішак · e2 білий слон · f2 білий пішак · g2 білий пішак · h2 білий пішак · a1 біла тура · d1 білий ферзь · f1 біла тура · g1 білий король | a8 чорна тура · d8 чорний ферзь · e8 чорний король · h8 чорна тура · b7 чорний слон · c7 чорний пішак · d7 чорний кінь · e7 чорний кінь · f7 чорний пішак · g7 чорний слон · h7 чорний пішак · a6 чорний пішак · b6 чорний пішак · d6 чорний пішак · e6 чорний пішак · g6 чорний пішак · c4 білий пішак · d4 білий пішак · e4 білий пішак · c3 білий кінь · e3 білий слон · f3 білий кінь · a2 білий пішак · b2 білий пішак · e2 білий слон · f2 білий пішак · g2 білий пішак · h2 білий пішак · a1 біла тура · d1 білий ферзь · f1 біла тура · g1 білий король | a8 чорна тура · d8 чорний ферзь · e8 чорний король · h8 чорна тура · b7 чорний слон · c7 чорний пішак · d7 чорний кінь · e7 чорний кінь · f7 чорний пішак · g7 чорний слон · h7 чорний пішак · a6 чорний пішак · b6 чорний пішак · d6 чорний пішак · e6 чорний пішак · g6 чорний пішак · c4 білий пішак · d4 білий пішак · e4 білий пішак · c3 білий кінь · e3 білий слон · f3 білий кінь · a2 білий пішак · b2 білий пішак · e2 білий слон · f2 білий пішак · g2 білий пішак · h2 білий пішак · a1 біла тура · d1 білий ферзь · f1 біла тура · g1 білий король | a8 чорна тура · d8 чорний ферзь · e8 чорний король · h8 чорна тура · b7 чорний слон · c7 чорний пішак · d7 чорний кінь · e7 чорний кінь · f7 чорний пішак · g7 чорний слон · h7 чорний пішак · a6 чорний пішак · b6 чорний пішак · d6 чорний пішак · e6 чорний пішак · g6 чорний пішак · c4 білий пішак · d4 білий пішак · e4 білий пішак · c3 білий кінь · e3 білий слон · f3 білий кінь · a2 білий пішак · b2 білий пішак · e2 білий слон · f2 білий пішак · g2 білий пішак · h2 білий пішак · a1 біла тура · d1 білий ферзь · f1 біла тура · g1 білий король | a8 чорна тура · d8 чорний ферзь · e8 чорний король · h8 чорна тура · b7 чорний слон · c7 чорний пішак · d7 чорний кінь · e7 чорний кінь · f7 чорний пішак · g7 чорний слон · h7 чорний пішак · a6 чорний пішак · b6 чорний пішак · d6 чорний пішак · e6 чорний пішак · g6 чорний пішак · c4 білий пішак · d4 білий пішак · e4 білий пішак · c3 білий кінь · e3 білий слон · f3 білий кінь · a2 білий пішак · b2 білий пішак · e2 білий слон · f2 білий пішак · g2 білий пішак · h2 білий пішак · a1 біла тура · d1 білий ферзь · f1 біла тура · g1 білий король | 6 |
| 5 | a8 чорна тура · d8 чорний ферзь · e8 чорний король · h8 чорна тура · b7 чорний слон · c7 чорний пішак · d7 чорний кінь · e7 чорний кінь · f7 чорний пішак · g7 чорний слон · h7 чорний пішак · a6 чорний пішак · b6 чорний пішак · d6 чорний пішак · e6 чорний пішак · g6 чорний пішак · c4 білий пішак · d4 білий пішак · e4 білий пішак · c3 білий кінь · e3 білий слон · f3 білий кінь · a2 білий пішак · b2 білий пішак · e2 білий слон · f2 білий пішак · g2 білий пішак · h2 білий пішак · a1 біла тура · d1 білий ферзь · f1 біла тура · g1 білий король | a8 чорна тура · d8 чорний ферзь · e8 чорний король · h8 чорна тура · b7 чорний слон · c7 чорний пішак · d7 чорний кінь · e7 чорний кінь · f7 чорний пішак · g7 чорний слон · h7 чорний пішак · a6 чорний пішак · b6 чорний пішак · d6 чорний пішак · e6 чорний пішак · g6 чорний пішак · c4 білий пішак · d4 білий пішак · e4 білий пішак · c3 білий кінь · e3 білий слон · f3 білий кінь · a2 білий пішак · b2 білий пішак · e2 білий слон · f2 білий пішак · g2 білий пішак · h2 білий пішак · a1 біла тура · d1 білий ферзь · f1 біла тура · g1 білий король | a8 чорна тура · d8 чорний ферзь · e8 чорний король · h8 чорна тура · b7 чорний слон · c7 чорний пішак · d7 чорний кінь · e7 чорний кінь · f7 чорний пішак · g7 чорний слон · h7 чорний пішак · a6 чорний пішак · b6 чорний пішак · d6 чорний пішак · e6 чорний пішак · g6 чорний пішак · c4 білий пішак · d4 білий пішак · e4 білий пішак · c3 білий кінь · e3 білий слон · f3 білий кінь · a2 білий пішак · b2 білий пішак · e2 білий слон · f2 білий пішак · g2 білий пішак · h2 білий пішак · a1 біла тура · d1 білий ферзь · f1 біла тура · g1 білий король | a8 чорна тура · d8 чорний ферзь · e8 чорний король · h8 чорна тура · b7 чорний слон · c7 чорний пішак · d7 чорний кінь · e7 чорний кінь · f7 чорний пішак · g7 чорний слон · h7 чорний пішак · a6 чорний пішак · b6 чорний пішак · d6 чорний пішак · e6 чорний пішак · g6 чорний пішак · c4 білий пішак · d4 білий пішак · e4 білий пішак · c3 білий кінь · e3 білий слон · f3 білий кінь · a2 білий пішак · b2 білий пішак · e2 білий слон · f2 білий пішак · g2 білий пішак · h2 білий пішак · a1 біла тура · d1 білий ферзь · f1 біла тура · g1 білий король | a8 чорна тура · d8 чорний ферзь · e8 чорний король · h8 чорна тура · b7 чорний слон · c7 чорний пішак · d7 чорний кінь · e7 чорний кінь · f7 чорний пішак · g7 чорний слон · h7 чорний пішак · a6 чорний пішак · b6 чорний пішак · d6 чорний пішак · e6 чорний пішак · g6 чорний пішак · c4 білий пішак · d4 білий пішак · e4 білий пішак · c3 білий кінь · e3 білий слон · f3 білий кінь · a2 білий пішак · b2 білий пішак · e2 білий слон · f2 білий пішак · g2 білий пішак · h2 білий пішак · a1 біла тура · d1 білий ферзь · f1 біла тура · g1 білий король | a8 чорна тура · d8 чорний ферзь · e8 чорний король · h8 чорна тура · b7 чорний слон · c7 чорний пішак · d7 чорний кінь · e7 чорний кінь · f7 чорний пішак · g7 чорний слон · h7 чорний пішак · a6 чорний пішак · b6 чорний пішак · d6 чорний пішак · e6 чорний пішак · g6 чорний пішак · c4 білий пішак · d4 білий пішак · e4 білий пішак · c3 білий кінь · e3 білий слон · f3 білий кінь · a2 білий пішак · b2 білий пішак · e2 білий слон · f2 білий пішак · g2 білий пішак · h2 білий пішак · a1 біла тура · d1 білий ферзь · f1 біла тура · g1 білий король | a8 чорна тура · d8 чорний ферзь · e8 чорний король · h8 чорна тура · b7 чорний слон · c7 чорний пішак · d7 чорний кінь · e7 чорний кінь · f7 чорний пішак · g7 чорний слон · h7 чорний пішак · a6 чорний пішак · b6 чорний пішак · d6 чорний пішак · e6 чорний пішак · g6 чорний пішак · c4 білий пішак · d4 білий пішак · e4 білий пішак · c3 білий кінь · e3 білий слон · f3 білий кінь · a2 білий пішак · b2 білий пішак · e2 білий слон · f2 білий пішак · g2 білий пішак · h2 білий пішак · a1 біла тура · d1 білий ферзь · f1 біла тура · g1 білий король | a8 чорна тура · d8 чорний ферзь · e8 чорний король · h8 чорна тура · b7 чорний слон · c7 чорний пішак · d7 чорний кінь · e7 чорний кінь · f7 чорний пішак · g7 чорний слон · h7 чорний пішак · a6 чорний пішак · b6 чорний пішак · d6 чорний пішак · e6 чорний пішак · g6 чорний пішак · c4 білий пішак · d4 білий пішак · e4 білий пішак · c3 білий кінь · e3 білий слон · f3 білий кінь · a2 білий пішак · b2 білий пішак · e2 білий слон · f2 білий пішак · g2 білий пішак · h2 білий пішак · a1 біла тура · d1 білий ферзь · f1 біла тура · g1 білий король | 5 |
| 4 | a8 чорна тура · d8 чорний ферзь · e8 чорний король · h8 чорна тура · b7 чорний слон · c7 чорний пішак · d7 чорний кінь · e7 чорний кінь · f7 чорний пішак · g7 чорний слон · h7 чорний пішак · a6 чорний пішак · b6 чорний пішак · d6 чорний пішак · e6 чорний пішак · g6 чорний пішак · c4 білий пішак · d4 білий пішак · e4 білий пішак · c3 білий кінь · e3 білий слон · f3 білий кінь · a2 білий пішак · b2 білий пішак · e2 білий слон · f2 білий пішак · g2 білий пішак · h2 білий пішак · a1 біла тура · d1 білий ферзь · f1 біла тура · g1 білий король | a8 чорна тура · d8 чорний ферзь · e8 чорний король · h8 чорна тура · b7 чорний слон · c7 чорний пішак · d7 чорний кінь · e7 чорний кінь · f7 чорний пішак · g7 чорний слон · h7 чорний пішак · a6 чорний пішак · b6 чорний пішак · d6 чорний пішак · e6 чорний пішак · g6 чорний пішак · c4 білий пішак · d4 білий пішак · e4 білий пішак · c3 білий кінь · e3 білий слон · f3 білий кінь · a2 білий пішак · b2 білий пішак · e2 білий слон · f2 білий пішак · g2 білий пішак · h2 білий пішак · a1 біла тура · d1 білий ферзь · f1 біла тура · g1 білий король | a8 чорна тура · d8 чорний ферзь · e8 чорний король · h8 чорна тура · b7 чорний слон · c7 чорний пішак · d7 чорний кінь · e7 чорний кінь · f7 чорний пішак · g7 чорний слон · h7 чорний пішак · a6 чорний пішак · b6 чорний пішак · d6 чорний пішак · e6 чорний пішак · g6 чорний пішак · c4 білий пішак · d4 білий пішак · e4 білий пішак · c3 білий кінь · e3 білий слон · f3 білий кінь · a2 білий пішак · b2 білий пішак · e2 білий слон · f2 білий пішак · g2 білий пішак · h2 білий пішак · a1 біла тура · d1 білий ферзь · f1 біла тура · g1 білий король | a8 чорна тура · d8 чорний ферзь · e8 чорний король · h8 чорна тура · b7 чорний слон · c7 чорний пішак · d7 чорний кінь · e7 чорний кінь · f7 чорний пішак · g7 чорний слон · h7 чорний пішак · a6 чорний пішак · b6 чорний пішак · d6 чорний пішак · e6 чорний пішак · g6 чорний пішак · c4 білий пішак · d4 білий пішак · e4 білий пішак · c3 білий кінь · e3 білий слон · f3 білий кінь · a2 білий пішак · b2 білий пішак · e2 білий слон · f2 білий пішак · g2 білий пішак · h2 білий пішак · a1 біла тура · d1 білий ферзь · f1 біла тура · g1 білий король | a8 чорна тура · d8 чорний ферзь · e8 чорний король · h8 чорна тура · b7 чорний слон · c7 чорний пішак · d7 чорний кінь · e7 чорний кінь · f7 чорний пішак · g7 чорний слон · h7 чорний пішак · a6 чорний пішак · b6 чорний пішак · d6 чорний пішак · e6 чорний пішак · g6 чорний пішак · c4 білий пішак · d4 білий пішак · e4 білий пішак · c3 білий кінь · e3 білий слон · f3 білий кінь · a2 білий пішак · b2 білий пішак · e2 білий слон · f2 білий пішак · g2 білий пішак · h2 білий пішак · a1 біла тура · d1 білий ферзь · f1 біла тура · g1 білий король | a8 чорна тура · d8 чорний ферзь · e8 чорний король · h8 чорна тура · b7 чорний слон · c7 чорний пішак · d7 чорний кінь · e7 чорний кінь · f7 чорний пішак · g7 чорний слон · h7 чорний пішак · a6 чорний пішак · b6 чорний пішак · d6 чорний пішак · e6 чорний пішак · g6 чорний пішак · c4 білий пішак · d4 білий пішак · e4 білий пішак · c3 білий кінь · e3 білий слон · f3 білий кінь · a2 білий пішак · b2 білий пішак · e2 білий слон · f2 білий пішак · g2 білий пішак · h2 білий пішак · a1 біла тура · d1 білий ферзь · f1 біла тура · g1 білий король | a8 чорна тура · d8 чорний ферзь · e8 чорний король · h8 чорна тура · b7 чорний слон · c7 чорний пішак · d7 чорний кінь · e7 чорний кінь · f7 чорний пішак · g7 чорний слон · h7 чорний пішак · a6 чорний пішак · b6 чорний пішак · d6 чорний пішак · e6 чорний пішак · g6 чорний пішак · c4 білий пішак · d4 білий пішак · e4 білий пішак · c3 білий кінь · e3 білий слон · f3 білий кінь · a2 білий пішак · b2 білий пішак · e2 білий слон · f2 білий пішак · g2 білий пішак · h2 білий пішак · a1 біла тура · d1 білий ферзь · f1 біла тура · g1 білий король | a8 чорна тура · d8 чорний ферзь · e8 чорний король · h8 чорна тура · b7 чорний слон · c7 чорний пішак · d7 чорний кінь · e7 чорний кінь · f7 чорний пішак · g7 чорний слон · h7 чорний пішак · a6 чорний пішак · b6 чорний пішак · d6 чорний пішак · e6 чорний пішак · g6 чорний пішак · c4 білий пішак · d4 білий пішак · e4 білий пішак · c3 білий кінь · e3 білий слон · f3 білий кінь · a2 білий пішак · b2 білий пішак · e2 білий слон · f2 білий пішак · g2 білий пішак · h2 білий пішак · a1 біла тура · d1 білий ферзь · f1 біла тура · g1 білий король | 4 |
| 3 | a8 чорна тура · d8 чорний ферзь · e8 чорний король · h8 чорна тура · b7 чорний слон · c7 чорний пішак · d7 чорний кінь · e7 чорний кінь · f7 чорний пішак · g7 чорний слон · h7 чорний пішак · a6 чорний пішак · b6 чорний пішак · d6 чорний пішак · e6 чорний пішак · g6 чорний пішак · c4 білий пішак · d4 білий пішак · e4 білий пішак · c3 білий кінь · e3 білий слон · f3 білий кінь · a2 білий пішак · b2 білий пішак · e2 білий слон · f2 білий пішак · g2 білий пішак · h2 білий пішак · a1 біла тура · d1 білий ферзь · f1 біла тура · g1 білий король | a8 чорна тура · d8 чорний ферзь · e8 чорний король · h8 чорна тура · b7 чорний слон · c7 чорний пішак · d7 чорний кінь · e7 чорний кінь · f7 чорний пішак · g7 чорний слон · h7 чорний пішак · a6 чорний пішак · b6 чорний пішак · d6 чорний пішак · e6 чорний пішак · g6 чорний пішак · c4 білий пішак · d4 білий пішак · e4 білий пішак · c3 білий кінь · e3 білий слон · f3 білий кінь · a2 білий пішак · b2 білий пішак · e2 білий слон · f2 білий пішак · g2 білий пішак · h2 білий пішак · a1 біла тура · d1 білий ферзь · f1 біла тура · g1 білий король | a8 чорна тура · d8 чорний ферзь · e8 чорний король · h8 чорна тура · b7 чорний слон · c7 чорний пішак · d7 чорний кінь · e7 чорний кінь · f7 чорний пішак · g7 чорний слон · h7 чорний пішак · a6 чорний пішак · b6 чорний пішак · d6 чорний пішак · e6 чорний пішак · g6 чорний пішак · c4 білий пішак · d4 білий пішак · e4 білий пішак · c3 білий кінь · e3 білий слон · f3 білий кінь · a2 білий пішак · b2 білий пішак · e2 білий слон · f2 білий пішак · g2 білий пішак · h2 білий пішак · a1 біла тура · d1 білий ферзь · f1 біла тура · g1 білий король | a8 чорна тура · d8 чорний ферзь · e8 чорний король · h8 чорна тура · b7 чорний слон · c7 чорний пішак · d7 чорний кінь · e7 чорний кінь · f7 чорний пішак · g7 чорний слон · h7 чорний пішак · a6 чорний пішак · b6 чорний пішак · d6 чорний пішак · e6 чорний пішак · g6 чорний пішак · c4 білий пішак · d4 білий пішак · e4 білий пішак · c3 білий кінь · e3 білий слон · f3 білий кінь · a2 білий пішак · b2 білий пішак · e2 білий слон · f2 білий пішак · g2 білий пішак · h2 білий пішак · a1 біла тура · d1 білий ферзь · f1 біла тура · g1 білий король | a8 чорна тура · d8 чорний ферзь · e8 чорний король · h8 чорна тура · b7 чорний слон · c7 чорний пішак · d7 чорний кінь · e7 чорний кінь · f7 чорний пішак · g7 чорний слон · h7 чорний пішак · a6 чорний пішак · b6 чорний пішак · d6 чорний пішак · e6 чорний пішак · g6 чорний пішак · c4 білий пішак · d4 білий пішак · e4 білий пішак · c3 білий кінь · e3 білий слон · f3 білий кінь · a2 білий пішак · b2 білий пішак · e2 білий слон · f2 білий пішак · g2 білий пішак · h2 білий пішак · a1 біла тура · d1 білий ферзь · f1 біла тура · g1 білий король | a8 чорна тура · d8 чорний ферзь · e8 чорний король · h8 чорна тура · b7 чорний слон · c7 чорний пішак · d7 чорний кінь · e7 чорний кінь · f7 чорний пішак · g7 чорний слон · h7 чорний пішак · a6 чорний пішак · b6 чорний пішак · d6 чорний пішак · e6 чорний пішак · g6 чорний пішак · c4 білий пішак · d4 білий пішак · e4 білий пішак · c3 білий кінь · e3 білий слон · f3 білий кінь · a2 білий пішак · b2 білий пішак · e2 білий слон · f2 білий пішак · g2 білий пішак · h2 білий пішак · a1 біла тура · d1 білий ферзь · f1 біла тура · g1 білий король | a8 чорна тура · d8 чорний ферзь · e8 чорний король · h8 чорна тура · b7 чорний слон · c7 чорний пішак · d7 чорний кінь · e7 чорний кінь · f7 чорний пішак · g7 чорний слон · h7 чорний пішак · a6 чорний пішак · b6 чорний пішак · d6 чорний пішак · e6 чорний пішак · g6 чорний пішак · c4 білий пішак · d4 білий пішак · e4 білий пішак · c3 білий кінь · e3 білий слон · f3 білий кінь · a2 білий пішак · b2 білий пішак · e2 білий слон · f2 білий пішак · g2 білий пішак · h2 білий пішак · a1 біла тура · d1 білий ферзь · f1 біла тура · g1 білий король | a8 чорна тура · d8 чорний ферзь · e8 чорний король · h8 чорна тура · b7 чорний слон · c7 чорний пішак · d7 чорний кінь · e7 чорний кінь · f7 чорний пішак · g7 чорний слон · h7 чорний пішак · a6 чорний пішак · b6 чорний пішак · d6 чорний пішак · e6 чорний пішак · g6 чорний пішак · c4 білий пішак · d4 білий пішак · e4 білий пішак · c3 білий кінь · e3 білий слон · f3 білий кінь · a2 білий пішак · b2 білий пішак · e2 білий слон · f2 білий пішак · g2 білий пішак · h2 білий пішак · a1 біла тура · d1 білий ферзь · f1 біла тура · g1 білий король | 3 |
| 2 | a8 чорна тура · d8 чорний ферзь · e8 чорний король · h8 чорна тура · b7 чорний слон · c7 чорний пішак · d7 чорний кінь · e7 чорний кінь · f7 чорний пішак · g7 чорний слон · h7 чорний пішак · a6 чорний пішак · b6 чорний пішак · d6 чорний пішак · e6 чорний пішак · g6 чорний пішак · c4 білий пішак · d4 білий пішак · e4 білий пішак · c3 білий кінь · e3 білий слон · f3 білий кінь · a2 білий пішак · b2 білий пішак · e2 білий слон · f2 білий пішак · g2 білий пішак · h2 білий пішак · a1 біла тура · d1 білий ферзь · f1 біла тура · g1 білий король | a8 чорна тура · d8 чорний ферзь · e8 чорний король · h8 чорна тура · b7 чорний слон · c7 чорний пішак · d7 чорний кінь · e7 чорний кінь · f7 чорний пішак · g7 чорний слон · h7 чорний пішак · a6 чорний пішак · b6 чорний пішак · d6 чорний пішак · e6 чорний пішак · g6 чорний пішак · c4 білий пішак · d4 білий пішак · e4 білий пішак · c3 білий кінь · e3 білий слон · f3 білий кінь · a2 білий пішак · b2 білий пішак · e2 білий слон · f2 білий пішак · g2 білий пішак · h2 білий пішак · a1 біла тура · d1 білий ферзь · f1 біла тура · g1 білий король | a8 чорна тура · d8 чорний ферзь · e8 чорний король · h8 чорна тура · b7 чорний слон · c7 чорний пішак · d7 чорний кінь · e7 чорний кінь · f7 чорний пішак · g7 чорний слон · h7 чорний пішак · a6 чорний пішак · b6 чорний пішак · d6 чорний пішак · e6 чорний пішак · g6 чорний пішак · c4 білий пішак · d4 білий пішак · e4 білий пішак · c3 білий кінь · e3 білий слон · f3 білий кінь · a2 білий пішак · b2 білий пішак · e2 білий слон · f2 білий пішак · g2 білий пішак · h2 білий пішак · a1 біла тура · d1 білий ферзь · f1 біла тура · g1 білий король | a8 чорна тура · d8 чорний ферзь · e8 чорний король · h8 чорна тура · b7 чорний слон · c7 чорний пішак · d7 чорний кінь · e7 чорний кінь · f7 чорний пішак · g7 чорний слон · h7 чорний пішак · a6 чорний пішак · b6 чорний пішак · d6 чорний пішак · e6 чорний пішак · g6 чорний пішак · c4 білий пішак · d4 білий пішак · e4 білий пішак · c3 білий кінь · e3 білий слон · f3 білий кінь · a2 білий пішак · b2 білий пішак · e2 білий слон · f2 білий пішак · g2 білий пішак · h2 білий пішак · a1 біла тура · d1 білий ферзь · f1 біла тура · g1 білий король | a8 чорна тура · d8 чорний ферзь · e8 чорний король · h8 чорна тура · b7 чорний слон · c7 чорний пішак · d7 чорний кінь · e7 чорний кінь · f7 чорний пішак · g7 чорний слон · h7 чорний пішак · a6 чорний пішак · b6 чорний пішак · d6 чорний пішак · e6 чорний пішак · g6 чорний пішак · c4 білий пішак · d4 білий пішак · e4 білий пішак · c3 білий кінь · e3 білий слон · f3 білий кінь · a2 білий пішак · b2 білий пішак · e2 білий слон · f2 білий пішак · g2 білий пішак · h2 білий пішак · a1 біла тура · d1 білий ферзь · f1 біла тура · g1 білий король | a8 чорна тура · d8 чорний ферзь · e8 чорний король · h8 чорна тура · b7 чорний слон · c7 чорний пішак · d7 чорний кінь · e7 чорний кінь · f7 чорний пішак · g7 чорний слон · h7 чорний пішак · a6 чорний пішак · b6 чорний пішак · d6 чорний пішак · e6 чорний пішак · g6 чорний пішак · c4 білий пішак · d4 білий пішак · e4 білий пішак · c3 білий кінь · e3 білий слон · f3 білий кінь · a2 білий пішак · b2 білий пішак · e2 білий слон · f2 білий пішак · g2 білий пішак · h2 білий пішак · a1 біла тура · d1 білий ферзь · f1 біла тура · g1 білий король | a8 чорна тура · d8 чорний ферзь · e8 чорний король · h8 чорна тура · b7 чорний слон · c7 чорний пішак · d7 чорний кінь · e7 чорний кінь · f7 чорний пішак · g7 чорний слон · h7 чорний пішак · a6 чорний пішак · b6 чорний пішак · d6 чорний пішак · e6 чорний пішак · g6 чорний пішак · c4 білий пішак · d4 білий пішак · e4 білий пішак · c3 білий кінь · e3 білий слон · f3 білий кінь · a2 білий пішак · b2 білий пішак · e2 білий слон · f2 білий пішак · g2 білий пішак · h2 білий пішак · a1 біла тура · d1 білий ферзь · f1 біла тура · g1 білий король | a8 чорна тура · d8 чорний ферзь · e8 чорний король · h8 чорна тура · b7 чорний слон · c7 чорний пішак · d7 чорний кінь · e7 чорний кінь · f7 чорний пішак · g7 чорний слон · h7 чорний пішак · a6 чорний пішак · b6 чорний пішак · d6 чорний пішак · e6 чорний пішак · g6 чорний пішак · c4 білий пішак · d4 білий пішак · e4 білий пішак · c3 білий кінь · e3 білий слон · f3 білий кінь · a2 білий пішак · b2 білий пішак · e2 білий слон · f2 білий пішак · g2 білий пішак · h2 білий пішак · a1 біла тура · d1 білий ферзь · f1 біла тура · g1 білий король | 2 |
| 1 | a8 чорна тура · d8 чорний ферзь · e8 чорний король · h8 чорна тура · b7 чорний слон · c7 чорний пішак · d7 чорний кінь · e7 чорний кінь · f7 чорний пішак · g7 чорний слон · h7 чорний пішак · a6 чорний пішак · b6 чорний пішак · d6 чорний пішак · e6 чорний пішак · g6 чорний пішак · c4 білий пішак · d4 білий пішак · e4 білий пішак · c3 білий кінь · e3 білий слон · f3 білий кінь · a2 білий пішак · b2 білий пішак · e2 білий слон · f2 білий пішак · g2 білий пішак · h2 білий пішак · a1 біла тура · d1 білий ферзь · f1 біла тура · g1 білий король | a8 чорна тура · d8 чорний ферзь · e8 чорний король · h8 чорна тура · b7 чорний слон · c7 чорний пішак · d7 чорний кінь · e7 чорний кінь · f7 чорний пішак · g7 чорний слон · h7 чорний пішак · a6 чорний пішак · b6 чорний пішак · d6 чорний пішак · e6 чорний пішак · g6 чорний пішак · c4 білий пішак · d4 білий пішак · e4 білий пішак · c3 білий кінь · e3 білий слон · f3 білий кінь · a2 білий пішак · b2 білий пішак · e2 білий слон · f2 білий пішак · g2 білий пішак · h2 білий пішак · a1 біла тура · d1 білий ферзь · f1 біла тура · g1 білий король | a8 чорна тура · d8 чорний ферзь · e8 чорний король · h8 чорна тура · b7 чорний слон · c7 чорний пішак · d7 чорний кінь · e7 чорний кінь · f7 чорний пішак · g7 чорний слон · h7 чорний пішак · a6 чорний пішак · b6 чорний пішак · d6 чорний пішак · e6 чорний пішак · g6 чорний пішак · c4 білий пішак · d4 білий пішак · e4 білий пішак · c3 білий кінь · e3 білий слон · f3 білий кінь · a2 білий пішак · b2 білий пішак · e2 білий слон · f2 білий пішак · g2 білий пішак · h2 білий пішак · a1 біла тура · d1 білий ферзь · f1 біла тура · g1 білий король | a8 чорна тура · d8 чорний ферзь · e8 чорний король · h8 чорна тура · b7 чорний слон · c7 чорний пішак · d7 чорний кінь · e7 чорний кінь · f7 чорний пішак · g7 чорний слон · h7 чорний пішак · a6 чорний пішак · b6 чорний пішак · d6 чорний пішак · e6 чорний пішак · g6 чорний пішак · c4 білий пішак · d4 білий пішак · e4 білий пішак · c3 білий кінь · e3 білий слон · f3 білий кінь · a2 білий пішак · b2 білий пішак · e2 білий слон · f2 білий пішак · g2 білий пішак · h2 білий пішак · a1 біла тура · d1 білий ферзь · f1 біла тура · g1 білий король | a8 чорна тура · d8 чорний ферзь · e8 чорний король · h8 чорна тура · b7 чорний слон · c7 чорний пішак · d7 чорний кінь · e7 чорний кінь · f7 чорний пішак · g7 чорний слон · h7 чорний пішак · a6 чорний пішак · b6 чорний пішак · d6 чорний пішак · e6 чорний пішак · g6 чорний пішак · c4 білий пішак · d4 білий пішак · e4 білий пішак · c3 білий кінь · e3 білий слон · f3 білий кінь · a2 білий пішак · b2 білий пішак · e2 білий слон · f2 білий пішак · g2 білий пішак · h2 білий пішак · a1 біла тура · d1 білий ферзь · f1 біла тура · g1 білий король | a8 чорна тура · d8 чорний ферзь · e8 чорний король · h8 чорна тура · b7 чорний слон · c7 чорний пішак · d7 чорний кінь · e7 чорний кінь · f7 чорний пішак · g7 чорний слон · h7 чорний пішак · a6 чорний пішак · b6 чорний пішак · d6 чорний пішак · e6 чорний пішак · g6 чорний пішак · c4 білий пішак · d4 білий пішак · e4 білий пішак · c3 білий кінь · e3 білий слон · f3 білий кінь · a2 білий пішак · b2 білий пішак · e2 білий слон · f2 білий пішак · g2 білий пішак · h2 білий пішак · a1 біла тура · d1 білий ферзь · f1 біла тура · g1 білий король | a8 чорна тура · d8 чорний ферзь · e8 чорний король · h8 чорна тура · b7 чорний слон · c7 чорний пішак · d7 чорний кінь · e7 чорний кінь · f7 чорний пішак · g7 чорний слон · h7 чорний пішак · a6 чорний пішак · b6 чорний пішак · d6 чорний пішак · e6 чорний пішак · g6 чорний пішак · c4 білий пішак · d4 білий пішак · e4 білий пішак · c3 білий кінь · e3 білий слон · f3 білий кінь · a2 білий пішак · b2 білий пішак · e2 білий слон · f2 білий пішак · g2 білий пішак · h2 білий пішак · a1 біла тура · d1 білий ферзь · f1 біла тура · g1 білий король | a8 чорна тура · d8 чорний ферзь · e8 чорний король · h8 чорна тура · b7 чорний слон · c7 чорний пішак · d7 чорний кінь · e7 чорний кінь · f7 чорний пішак · g7 чорний слон · h7 чорний пішак · a6 чорний пішак · b6 чорний пішак · d6 чорний пішак · e6 чорний пішак · g6 чорний пішак · c4 білий пішак · d4 білий пішак · e4 білий пішак · c3 білий кінь · e3 білий слон · f3 білий кінь · a2 білий пішак · b2 білий пішак · e2 білий слон · f2 білий пішак · g2 білий пішак · h2 білий пішак · a1 біла тура · d1 білий ферзь · f1 біла тура · g1 білий король | 1 |
|   | a | b | c | d | e | f | g | h |   |

Перед Другою світовою війною студіював право та естетику в Празі. Чемпіон Братислави 1941 року, також з двома іншими шахістами поділив титул 1946 року. Неодноразовий призер національних чемпіонатів: 1948 — 3-тє місце; 1950 — 5-те; 1954 — 3—5-те; 1959 — 2—4-те; 1960 — 1—2-ге місця (програв додатковий матч Й. Фіхтлу). Найкращі результати в міжнародних турнірах: Тепліце-Шанов (1947) — 3-тє місце, Маріанські Лазні (1959) — 3—4-те; Балатонфюред (1959) — 3—5-те; Будапешт (1960; зональний турнір ФІДЕ) — 9—11-те місця. Був у складі збірної Чехословаччини на трьох шаховий олімпіадах (1956, 1960, 1966) — завжди на другій запасній шахівниці. Виступав за збірну у фінальних етапах двох чемпіонатів Європи: 1957 (бронзова медаль) і 1961. Грав також за команду Чохословаччини у кваліфікації до турніру 1970 року, але чехословаки не пройшли до фінального етапу, поступившись ½ очка угорцям.
Розробив і популяризував систему (захист) Уйтелкі (її також називають «захист гіпопотама» через повільний розвиток фігур) — дебютний варіант гри (переважно чорними) із виводом пішаків на поля b6, d6, e6, g6, h6, подвійне фіанкетто слонів на b7 і g7, та розташуванням коней на d7 і e7. Далі чорні можуть робити прорив у центрі: d6-d5 чи e6-e5 (після відповідної підготовки). Дебют Уйтелкі нерідко використовував  Борис Спаський у 1960—1970-х роках.